# Запис крушка код цркве (Опарић)
Запис крушка код цркве (Опарић) се налази на парцели чији је власник Српска православна црква - Православна епархија шумадијска - Црквена општина опарићка.

## Локација
| Општина             | Рековац                                                          |
| Катастарска општина | Опарић                                                           |
| Потес               | Село                                                             |
| Координате          | 43° 44′ 58″ С; 21° 06′ 57″ И / 43.749400000000001° С; 21.1159° И |
| Надморска висина    | 298m                                                             |

## Карактеристике
Дендрометријске вредности утврђене на терену и сателитским снимцима:
| Стабло                     | Крушка |
| Висина стабла              | m      |
| Обим дебла                 | m      |
| Пречник крошње             | 6m     |
| Пречник дебла              | m      |
| Висина дебла до прве гране | m      |

## База записа
Запис је у оквиру Викимедија пројекта "Запис - Свето дрво" заведен под редним бројем 0388.